# Válka Roseových
Válka Roseových (v anglickém originále The War of the Roses) je americké filmové drama/černá komedie z roku 1989 režiséra Dannyho DeVita, který má ve filmu také jednu z hereckých rolí (hraje právníka Gavina D'Amata). Líčí příběh o vztahu zpočátku šťastného manželského páru, který v určitém bodě dospěje ke svému konci – rozvodu. Ani jeden z manželů nechce ustoupit a přenechat dům tomu druhému, jejich vzájemné spory se stále více vyhrocují, až se doberou tragického konce.
Film je pojat jako vyprávění rozvodového právníka Gavina D'Amata jeho klientovi. Předlohou byl román The War of the Roses amerického spisovatele Warrena Adlera. Originální název je slovní hříčka, znamená zároveň Válka růží, sérii bitev občanské války v Anglii mezi spojenci rodů Lancasterů a Yorků v 15. století. V době premiéry filmu v roce 1989 měl Michael Douglas (představitel Olivera Rose) za sebou již jeden rozvod, zatímco Kathleen Turnerová (hrála jeho ženu Barbaru) byla dva roky vdaná a rozvedla se později (v roce 2006). Film byl oceněn diváky i kritiky.
V německy mluvících zemích se po uvedení filmu stalo slovo Rosenkrieg (čili válka růží) synonymem pro tahanice o majetek a děti v manželství spějícímu ke konci.

## Herecké obsazení
- Michael Douglas jako Oliver Rose
- Kathleen Turnerová jako Barbara Rose
- Danny DeVito jako Gavin D'Amato, právník a Oliverův přítel
- Marianne Sägebrecht jako Susan
- Dan Castellaneta jako Gavinův klient
- Sean Astin jako 17letý Josh Rose
- Trenton Teigen jako 10letý Josh Rose
- Heather Fairfieldová jako 17letá Carolyn Rose
- G.D. Spradlin jako Harry Thurmont
- Peter Donat jako Jason Larrabee
- David Wohl jako dr. Gordon

## Děj
Rozvodový právník Gavin D'Amato jedná v kanceláři se svým klientem, který se chce nechat rozvést. Rozhodne se vyprávět mu o své osobní zkušenosti s rozvodem manželů Roseových, které blízce znal. 
Oliver Rose, student práv na Harvardově univerzitě, se na aukci uměleckých předmětů seznámí s Barbarou, která studuje tělocvik. Vztah se vyvine ve velkou lásku a oba se vezmou. Zpočátku všechno klape a Roseovi mají harmonický vztah. Oliver buduje kariéru u velké právnické firmy a Barbara mu nechce stát v cestě, smíří se s rolí ženy v domácnosti, kde se realizuje. Narodí se jim dvě děti, syn Josh a dcera Carolyn. 
Oliver ve firmě postupuje, stane se dokonce společníkem. Barbara se zhlédne v jednom velkém domě ve městě, který ji fascinuje. Nechává na dveřích vzkazy se svým číslem, má zájem o koupi. Jednoho dne má štěstí a dům se jí podaří zamluvit (poté, co původní majitel zemřel). Jelikož je Oliver prakticky neustále v zaměstnání, celý dům zařídí ona. Zároveň se však její city k manželovi mění, začíná jí vadit jeho blahosklonnost vůči ní a servilita k šéfům. Poté, co Oliver prodělá domnělý infarkt myokardu (ve skutečnosti hiátovou hernii), jej ani nenavštíví v nemocnici, což ho velmi nemile překvapí. Po jeho propuštění se mu večer přizná, že si představila jeho smrt a cítila úlevu. Pan Rose je šokován. Barbara mu sdělí, že jej už nemiluje a chce se nechat rozvést. Oliver nakonec souhlasí, ale odmítne jí přenechat dům, o který Barbara velmi stojí. Sice se na čas z domu odstěhuje, ale vrátí se zpět, jakmile jeho přítel a právník Gavin D'Amato najde zákon, který mu to dovoluje. Dvojice si rozparceluje prostory domu na své a neutrální území. Dům se stává bojištěm. Když Barbara zjistí, že za nastěhováním Olivera zpět je Gavin, pokusí se jej svést, aby dosáhla svého cíle – zbavit se bývalého manžela. Gavin jí odolá. I když stále radí Oliverovi, aby společně dům prodali a nepokračovali v tahanicích (což on i Barbara odmítají), chová se profesionálně a nadále mu pomáhá. Podle něj tento spor Oliver nemá šanci vyhrát. Oliver ho nakonec v jeho případu propustí a vezme situaci do svých rukou. Začne zacházet do extrému. V tento moment se bývalí manželé v domě urážejí a ponižují, což špatně nesou jejich děti. Dochází i k ničení porcelánu, nábytku a dalšího vybavení domu.
Později Olivera v noci bolí hlava, ale Barbara mu odmítne poslat po služebné Susan prášky od bolesti. Pan Rose se se Susan chystá do města, aby je zakoupil v non-stop lékárně a při couvání neúmyslně přejede Barbařinu oblíbenou kočku. Když se to ona posléze dozví, zavře ho v domácí sauně.
Během večírku, který uspořádala Barbara v domě pro okruh svých známých, gurmánů a kulinářských kritiků, se na scéně objeví Oliver. Chová se nechutně a odpuzuje hosty. V kuchyni vytáhne z trouby pečeného lososa a začne na něj močit. 
„Tak snad, abych šel pochcat rybu, co říkáte, hm.“
Konsternovaná Barbara po něm hodí pánev, Oliver upadne a smějíce se zvolá:
„Která z dam mi ho zastrčí?“

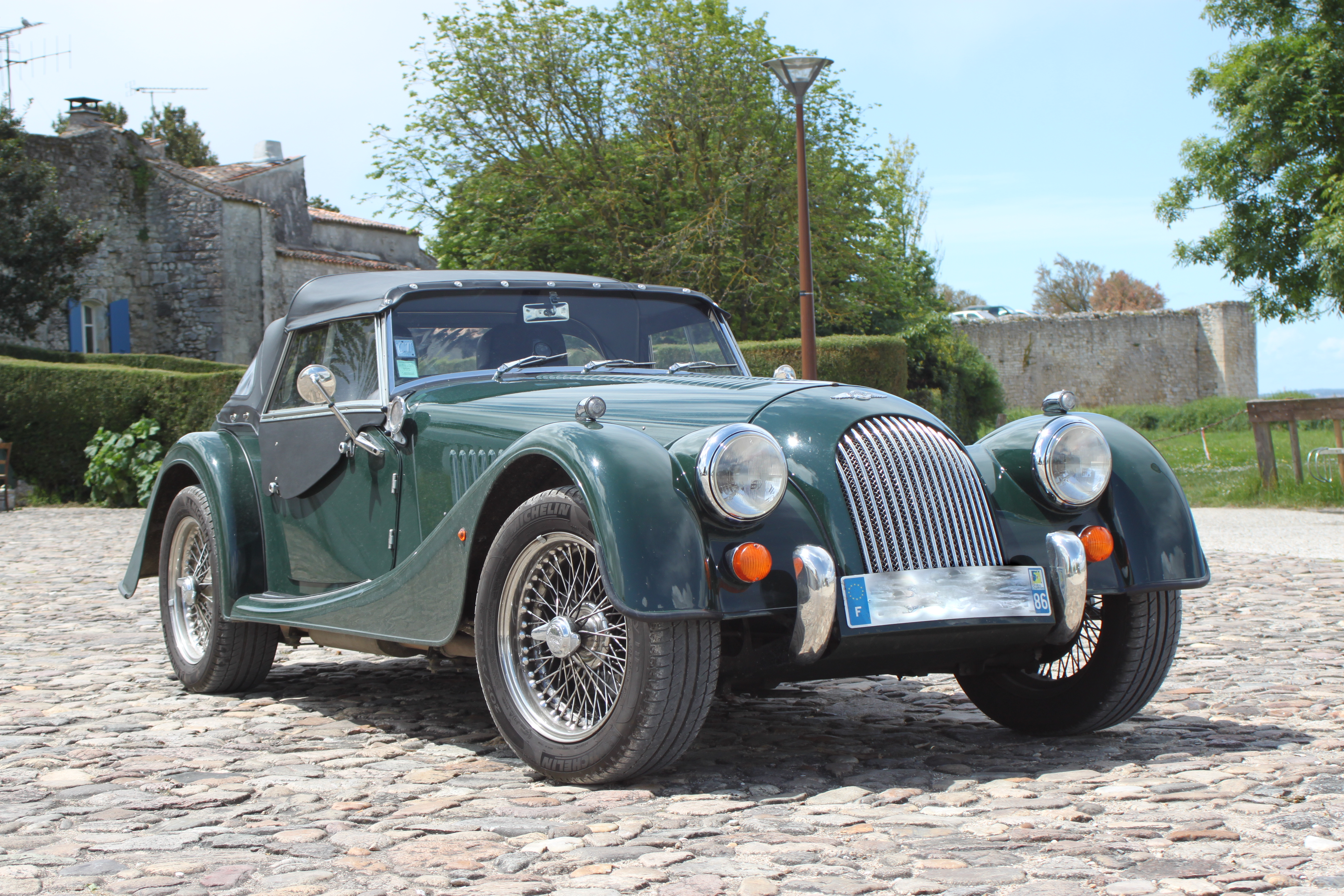
Morgan 4/4

Situace vygraduje v duelu před domem, Barbara ve svém silném monster trucku neváhá přejet Oliverův sportovní automobil Morgan 4/4 i s jeho majitelem uvnitř (tento vůz mu sama darovala v dřívějších dobách lásky a něhy).
Josh a Carolyn na čas odjedou na studentskou kolej, Susan také odchází a Oliver navrhuje Barbaře příměří. Ta jej rozzuří (vymyšleným) tvrzením, že připravila paštiku z jeho psa Bena. Oliver ji napadne a Barbara prchne do podkroví. Oliver důkladně zabední celý dům, aby mu neutekla. Tyto závěrečné scény filmu evokují atmosféru hororu.
Zatímco muž hledá svou družku, ona mezitím povoluje šrouby těžkého lustru, aby ho mohla zabít, až bude stát pod ním. Přijíždí Susan a vidí, že se v domě děje něco velmi špatného. Volá na pomoc Gavina. 
V šarvátce Barbara málem spadne z patra dolů na podlahu, ale dokáže se odrazit a skočit na lustr. Oliver si ho přitáhne a vyleze k ní. Barbara jej informuje, že povolila šrouby. Přijíždí Gavin a Oliver na něj křičí, aby rychle donesl žebřík. Lustr ale nadměrnou zátěž neudrží a zřítí se. Oba bývalí manželé jsou těžce zraněni. Oliver ještě stačí položit Barbaře ruku na její rameno. Ona ji z posledních sil odstrčí od sebe pryč. Dvojice umírá.
Příběh je dovyprávěn a Gavin předestírá svému klientovi dva návrhy, buď pokračovat v rozvodu i za cenu vzájemných špinavostí před soudem, které mohou vyeskalovat do podobného scénáře, nebo jít domů a vyřešit své spory jiným korektnějším způsobem. Klient si zvolí druhou možnost a odchází. Gavin telefonuje své ženě, že už jede domů a nezapomene říci, že ji miluje.